# Georg Scheffers
Georg Wilhelm Scheffers (Holzminden, 21 de novembro de 1866 — Berlim, 12 de agosto de 1945) foi um matemático alemão. Trabalhou principalmente com geometria diferencial.
A partir de 1896 foi docente na Universidade Técnica de Darmstadt, onde foi em 1900 professor. de 1907 até aposentar-se em 1935 foi professor da Universidade Técnica de Berlim. Em 1910 foi eleito membro da Academia Leopoldina.
Foi palestrante convidado do Congresso Internacional de Matemáticos em Heidelberg (1904: Über Isogonalkurven, Äquitangentialkurven und komplexe Zahlen).

## Obras
- Lehrbuch der Mathematik – Zum Selbstunterricht und für Studierende der Naturwissenschaft und Technik. Eine Einführung in die Differential- und Integralrechnung und in die analytische Geometrie, 14. Auflage, Berlin, De Gruyter 1958
- Wie findet und zeichnet man Gradnetze von Land- und Sternkarten?, Teubner 1934
- Allerhand aus der zeichnenden Geometrie, Quelle und Meyer 1930
- Anwendung der Differential- und Integralrechnung auf die Geometrie
- Lehrbuch der Darstellenden Geometrie, Springer 1919
- mit Lie: Geometrie der Berührungstransformationen, Bd.1, Teubner 1896
- „Besondere transzendenten Kurven“, Enzyklopädie der mathematischen Wissenschaften 1903
- Literatura de e sobre Georg Scheffers (em alemão) no catálogo da Biblioteca Nacional da Alemanha